# تاو قنطورس
تاو قنطورس یک ستاره است که در صورت فلکی قنطورس قرار دارد.